# Helius Eobanus Hessus

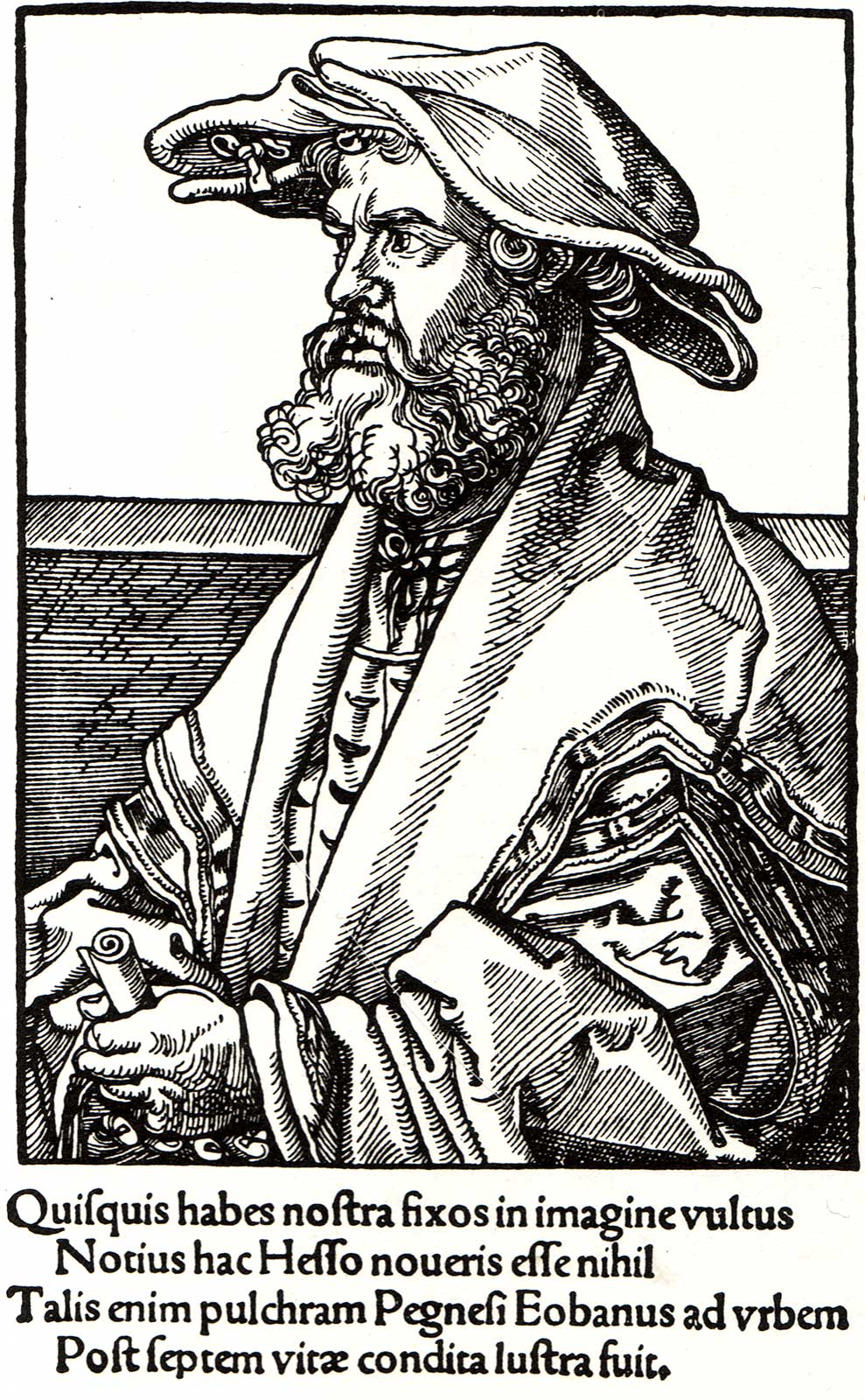
Helius Eobanus Hessus på ett träsnitt av Albrecht Dürer.

Helius (Aelius) Eobanus Hessus, född 6 januari 1488, död 4 oktober 1540, var en tysk humanist.
Eobanus blev professor i vältalighet och poesi i Erfurt 1509 och i poesi och historia i Magdeburg 1536. Han anslöt sig till reformationen och utgav på latinsk verks bland annat översättningar av Theokritos (1530) och Psaltaren (1537) samt ett verk över Nürnbergs stads historia (1532).